# ICICI Bank
ICICI Bank Limited este o bancă privată indiană. Aceasta are sediul central la Mumbai. Oferă o gamă largă de produse bancare și servicii financiare pentru clienții corporativi și de retail printr-o varietate de canale de distribuție și prin intermediul unor filiale specializate în domeniul băncilor de investiții, al asigurărilor de viață și non-viață, al capitalului de risc și al gestionării activelor.
Această instituție de finanțare a dezvoltării are o rețea de 5 275 de sucursale și 15 589 de bancomate în întreaga Indie și este prezentă în 17 țări. Banca are filiale în Regatul Unit și Canada; sucursale în Statele Unite, Singapore, Bahrain, Hong Kong, Qatar, Oman, Dubai International Finance Centre, China. și în Africa de Sud; precum și birouri de reprezentare în Emiratele Arabe Unite, Bangladesh, Malaezia și Indonezia. Filiala din Regatul Unit a companiei a înființat, de asemenea, sucursale în Belgia și Germania.

## Istorie
Corporația de Credit și Investiții Industriale a Indiei (ICICI) a fost înființată la 5 ianuarie 1955, iar Sir Arcot Ramasamy Mudaliar a fost ales primul președinte al ICICI Ltd. A fost structurată ca o societate mixtă a Băncii Mondiale, a băncilor publice indiene și a companiilor de asigurări publice pentru a oferi finanțare de proiecte industriei indiene. ICICI Bank a fost înființată de ICICI, ca filială deținută în totalitate, în 1994, la Vadodara. Banca a fost fondată sub denumirea de Industrial Credit and Investment Corporation of India Bank, înainte de a-și schimba numele în ICICI Bank. Ulterior, compania-mamă a fuzionat cu banca.
În anii '90, ICICI și-a transformat activitatea dintr-o instituție financiară de dezvoltare care oferea doar finanțare de proiecte într-un grup de servicii financiare diversificat, care oferă o gamă largă de produse și servicii, atât direct, cât și prin intermediul unor filiale și afiliate, cum ar fi ICICI Bank. ICICI Bank a lansat operațiunile de Internet Banking în 1998.
Participația ICICI în ICICI Bank a fost redusă la 46% printr-o ofertă publică de acțiuni în India în 1998, urmată de o ofertă de acțiuni sub formă de certificate de depozit american la NYSE în 2000. În 2001, ICICI Bank a achiziționat Bank of Madura Limited printr-o tranzacție exclusiv în acțiuni și a vândut participații suplimentare unor investitori instituționali în perioada 2001-2002. În 1999, ICICI a devenit prima companie indiană și prima bancă sau instituție financiară din Asia, alta decât Japonia, care a fost listată la bursa din New York.